# Ножичко
Ножичко (серб. Ножичко) — населенный пункт (деревня) в общине Србац, который принадлежит энтитету Республике Сербской, Босния и Герцеговина. По результатам югославской переписи населения 1991 года в Ножичко проживало 1117 человек.

## Известные уроженцы
- Жарко Шарич — сербский журналист и писатель.

## Население
| 1948                           | 1953 | 1961 | 1971 | 1981 | 1991 | - |
| ------------------------------ | ---- | ---- | ---- | ---- | ---- | - |
| 1500                           | 1539 | 1369 | 1257 | 1224 | 1117 | - |
| Гистограмма динамики населения |      |      |      |      |      |   |

### Национальный состав
1961 год:
- Сербы — 1355
- Хорваты — 1
- Югославы — 0
- Мусульмане — 0
- Другие — 10
- Черногорцы — 1
- Македонцы — 2

1971 год:
- Сербы — 1242
- Хорваты — 2
- Югославы — 0
- Мусульмане — 0
- Другие — 11
- Черногорцы — 1
- Словенцы — 1

1981 год:
- Сербы — 1156
- Хорваты — 2
- Югославы — 55
- Мусульмане — 1
- Другие — 7
- Черногорцы — 1

1991 год:
- Сербы — 1074
- Хорваты — 2
- Югославы — 30
- Мусульмане — 1
- Другие — 10